# Liste der Flugplätze in den Föderierten Staaten von Mikronesien

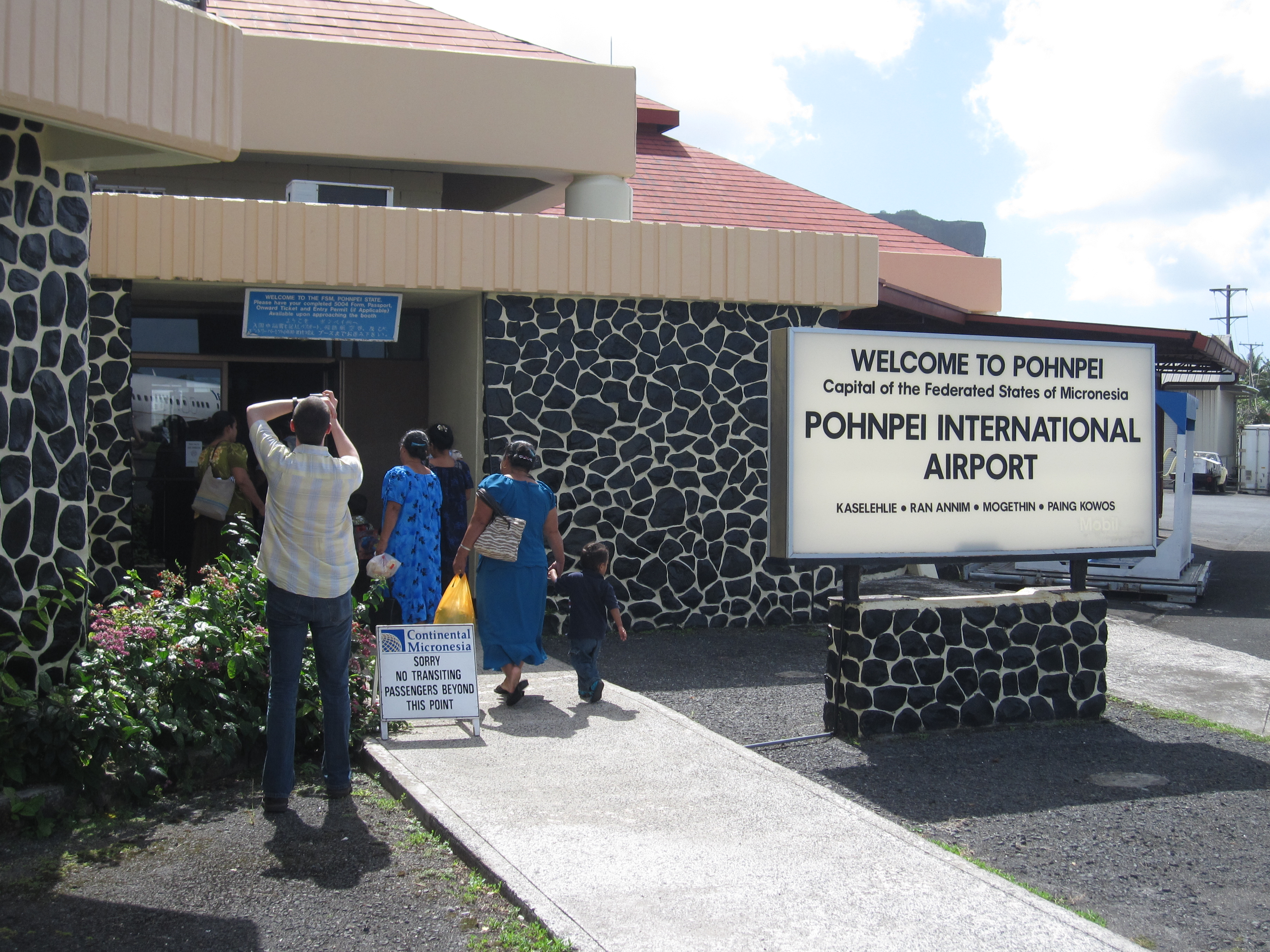
Flughafen Pohnpei

Die Liste der Flugplätze in den Föderierten Staaten von Mikronesien enthält alle zivilen Flughäfen und Flugplätze, die gegenwärtig (2024) in den Föderierten Staaten von Mikronesien betrieben werden.

## Flugplätze
- Karte mit allen Koordinaten:
- OSM |
- WikiMap

| Stadt/Insel | IATA-Code | ICAO-Code | FAA-LID | Name des Flugplatzes            | Koordinaten                  |
| ----------- | --------- | --------- | ------- | ------------------------------- | ---------------------------- |
| Colonia     | YAP       | PTYA      | T11     | Flughafen Yap International     | 9° 29′ 56″ N, 138° 4′ 57″ O  |
| Fais        |           |           |         | Flugplatz Fais                  | 9° 45′ 47″ N, 140° 31′ 5″ O  |
| Falalop     | ULI       |           | TT02    | Flugplatz Ulithi                | 10° 1′ 13″ N, 139° 47′ 20″ O |
| Houk        |           |           |         | Flugplatz Houk (Pulusuk)        | 6° 40′ 29″ N, 149° 17′ 55″ O |
| Kolonia     | PNI       | PTPN      | PNI     | Flughafen Pohnpei International | 6° 59′ 6″ N, 158° 12′ 35″ O  |
| Lelu        | KSA       | PTSA      | TTK     | Flughafen Kosrae International  | 5° 21′ 25″ N, 162° 57′ 30″ O |
| Kahlap      |           |           |         | Flugplatz Mwoakilloa            | 6° 40′ 45″ N, 159° 45′ 39″ O |
| Ngatik      |           |           |         | Flugplatz Sapwuahfik            | 5° 47′ 1″ N, 157° 10′ 2″ O   |
| Onoun       |           |           |         | Flugplatz Onoun (Ulul)          | 8° 35′ 34″ N, 149° 41′ 27″ O |
| Pingelap    |           |           |         | Flugplatz Pingelap              | 6° 12′ 41″ N, 160° 42′ 16″ O |
| Satawan     |           |           |         | Flugplatz Mortlock Islands (Ta) | 5° 17′ 7″ N, 153° 39′ 22″ O  |
| Weno        | TKK       | PTKK      | TKK     | Flughafen Chuuk International   | 7° 27′ 43″ N, 151° 50′ 35″ O |
| Woleai      |           |           |         | Flugplatz Woleai                | 7° 22′ 37″ N, 143° 54′ 31″ O |